# Adesmia rocinhensis
Adesmia rocinhensis är en ärtväxtart som beskrevs av Arturo Erhardo Erardo Burkart. Adesmia rocinhensis ingår i släktet Adesmia och familjen ärtväxter. Inga underarter finns listade i Catalogue of Life.